# Olho d'Água do Piauí
Olho d'Água do Piauí là một đô thị thuộc bang Piauí, Brasil. Đô thị này có diện tích 220,127 km², dân số năm 2007 là 2625 người, mật độ 11,92 người/km².